# Lemegeton
Lemegeton sau Cheița lui Solomon, în latină Clavicula Salomonis (Clavis Salomonis, Cheia lui Solomon, este o carte anterioară pe aceeași temă), este o scriere anonimă din secolul al XVII-lea și una dintre cele mai populare cărți de demonologie.
Prima secțiune a cărții se numește Ars Goetia și prezintă metode de invocare a 72 de demoni.